# リアス・シーライナー
リアス・シーライナーは、三陸鉄道および東日本旅客鉄道（JR東日本）が宮城県仙台市の仙台駅から青森県八戸市の八戸駅までを、東北本線・石巻線・気仙沼線・大船渡線・南リアス線・山田線・北リアス線・八戸線を経由して運転していた夏季限定の臨時快速列車である。

## 概要
仙台駅から仙石線を除く太平洋側の路線を一通り通過して八戸駅に至る長距離の列車である。自由席も設定されていた。
1997年から毎年夏（7月 - 8月前後）に運転されたが、JR線内におけるダイヤ設定の難しさ（特に小牛田 - 仙台間の回送ダイヤや仙台駅発着ホームの調整）もあり、年々運転日が減少傾向にあった。
2011年3月の東日本大震災発生により運行経路が甚大な被害を受け不通となり、区間によっては鉄道が廃止されたため、2010年度を最後に運行されていない。

## 運行概況
運行年度により停車駅が変化している。また定期普通列車の代走扱いで各駅停車となる区間も年度により異なる。

### 2010年度の停車駅
- 八戸行
  - 仙台駅 - 小牛田駅 - 涌谷駅 - 前谷地駅 - 志津川駅 - 大谷海岸駅 - 南気仙沼駅 - 気仙沼駅 - 陸前高田駅 - 小友駅 - 盛駅 - （南リアス線内各駅停車） - 釜石駅 - 鵜住居駅 - 大槌駅 - 岩手船越駅 - 陸中山田駅 - 津軽石駅 - 宮古駅 - （北リアス線内各駅停車） - 久慈駅 - （八戸線内各駅停車） - 八戸駅
盛駅 - 釜石駅間、宮古駅 - 久慈駅間、久慈駅 - 八戸駅間は定期普通列車の代走扱いで運転。
- 仙台行
  - 八戸駅 - 本八戸駅 - 陸奥湊駅 - 鮫駅 - 階上駅 - 種市駅 - 陸中八木駅 - 侍浜駅 - 久慈駅 - 陸中野田駅 - 野田玉川駅 - 普代駅 - 田野畑駅 - 島越駅 - 小本駅 - 田老駅 - 一の渡駅 - 宮古駅 - 津軽石駅 - 陸中山田駅 - 岩手船越駅 - 大槌駅 - 鵜住居駅 - 釜石駅 - （南リアス線内各駅停車） - 盛駅 - 小友駅 - 陸前高田駅 - 気仙沼駅 - 南気仙沼駅 - 大谷海岸駅 - 志津川駅 - 前谷地駅 - 涌谷駅 - 小牛田駅 - 仙台駅
釜石駅 - 盛駅間は定期普通列車の代走扱いで運転。

### 2007年度の停車駅
- 八戸行
  - 仙台駅 - 松島駅 - 小牛田駅 - 涌谷駅 - 前谷地駅 - 志津川駅 - 大谷海岸駅 - 南気仙沼駅 - 気仙沼駅 - 陸前高田駅 - 小友駅 - 盛駅 - 綾里駅 - 三陸駅 - 釜石駅 - 鵜住居駅 - 大槌駅 - 岩手船越駅 - 陸中山田駅 - 津軽石駅 - 宮古駅 - 一の渡駅 - 田老駅 - 小本駅 - 島越駅 - 田野畑駅 - 普代駅 - 野田玉川駅 - 陸中野田駅 - 久慈駅 - （八戸線内各駅停車） - 八戸駅
久慈駅 - 八戸駅間は定期普通列車の代走扱いで運転。
- 仙台行
  - 八戸駅 - 本八戸駅 - 陸奥湊駅 - 鮫駅 - 階上駅 - 種市駅 - 陸中八木駅 - 侍浜駅 - 久慈駅 - 陸中野田駅 - 野田玉川駅 - 普代駅 - 田野畑駅 - 島越駅 - 小本駅 -田老駅 - 一の渡駅 - 宮古駅 - 津軽石駅 - 陸中山田駅 - 岩手船越駅 - 大槌駅 - 鵜住居駅 - 釜石駅 - （南リアス線内各駅停車） - 盛駅 - 小友駅 - 陸前高田駅 - 気仙沼駅 - 南気仙沼駅 - 大谷海岸駅 - 志津川駅 - 前谷地駅 - 涌谷駅 - 小牛田駅 - 松島駅 - 仙台駅
釜石駅 - 盛駅間は定期普通列車の代走扱いで運転。

## 使用車両・設備など
- 2010年は三陸鉄道所属の車両にて運転。
- 2両編成、全車自由席。
- 車内販売は基本的に北リアス線内にて、また盛駅停車中に三鉄社員による物販販売が行われる（以前は南リアス線内でも車内販売が実施されていた）。

### 過去の編成・運行概況
| 列車名 | 南三陸 | 南三陸 | 南三陸 | 南三陸 | シーライナー | シーライナー |
| 号車   | 1      | 2      | 3      | 増     | 5            | 6            |
| 座席   | 自     | 自     | 自     | 自     | 自           | 指           |

| 列車名 | こがねふかひれ号 | こがねふかひれ号 | こがねふかひれ号 | シーライナー | シーライナー |
| 号車   | 1                | 2                | 3                | 4            | 5            |
| 座席   | 指               | 自               | 指               | 自           | 指           |

| 列車名 | シーライナー | シーライナー   | シーライナー |
| 号車   | 3            | 2              | 1            |
| 座席   | 自           | 自（レトロ車） | 指           |

| 列車名 | シーライナー | シーライナー | シーライナー |
| 号車   | 2            | 1            |              |
| 座席   | 自           | 指           |              |

| 列車名 | シーライナー | シーライナー | シーライナー |
| 号車   | 2            | 1            |              |
| 座席   | 自           | 自           |              |

- 指定席の設定区間は仙台発の仙台→盛間のみ（仙台発の盛→八戸間及び八戸発は自由席）。

## 乗車券について
- JR東日本の一部駅（主に盛岡支社管内）と三陸鉄道との間で連絡運輸を結んでいるため、JR - 三鉄相互駅間発着の乗車券の発行が可能である。また通過連絡運輸も結んでいるため、北リアス線・南リアス線を間に挟んだ乗車券も発行ができる（JR八戸線 - 北リアス線 - JR山田線 - 南リアス線 - JR大船渡線も可能）。詳細は三陸鉄道へ問い合わせのこと。
- 青春18きっぷおよび北海道&東日本パス利用者に対して発売される「三鉄とく割フリーパス」は、車内でも発売している。北リアス線・南リアス線内での検札の際に、それぞれ車掌に申し出れば購入できる。

## 沿革
- 1988年（昭和63年）7月24日 - 仙台 - 八戸間で前身となる臨時列車「三陸パノラマ号」(仙台 - 盛間快速・盛 - 八戸間普通) 運転開始。使用車両は盛岡支社所属のキハ58系。
- 1997年（平成9年）7月26日 - 仙台 - 久慈間で運転開始。ボックスシート改造した三陸鉄道36-100形気動車使用。
- 1999年（平成10年）7月31日 - この年から仙台 - 八戸間の運転となる。JR東日本のキハ58系改造の「エーデルワイス」も使用（2000年まで）。また三陸鉄道担当編成の1両がリクライニングシート改造車（36-1100型）となる。
- 2003年（平成15年）7月26日 - 宮城県北部地震と宮古地区の大雨で、八戸行は運休し、仙台行は宮古で打ち切り。29日より平常運転。
- 2004年（平成16年）7月31日 - この年から運転期間が16日間から9日間に短縮される。
- 2007年（平成19年）7月27日 - この年から仙台 - 気仙沼間の連結相手が「こがね」となる。これは快速南三陸のキハ110系化により、連結器構造が異なり車両を連結できないためである。松島駅停車となる。
- 2008年（平成20年）7月22日 - この年は大船渡市で行われる第6回海フェスタに合わせ、運行期間を仙台発7月22日・24日、八戸発7月23日・25日のみに短縮し、レトロ列車「さんりく しおさい」を連結。しかし、24日未明に岩手県北部で発生した地震に伴い24日の八戸行は気仙沼で運転を打ち切り、25日の仙台行は運休となった。
- 2009年（平成21年）7月27日 - この年は運行期間が仙台発27-29日、八戸発28・29日となる。仙台発28日・八戸発29日に初めて「kenji」を使用。
- 2010年（平成22年）7月26日 - この年は運行期間が仙台発26・28日、八戸発27日となる。また仙台発の仙台→盛間で設定されていた指定席がなくなり、全区間で自由席となる。また松島駅が通過となる。